# Hypena irregulinea
Hypena irregulinea är en fjärilsart som beskrevs av Bethune-Baker 1908. Hypena irregulinea ingår i släktet Hypena och familjen nattflyn. Inga underarter finns listade i Catalogue of Life.